# Кирсантьево
Кирсантьево — посёлок в Мотыгинском районе Красноярского края России. Административный центр и единственный населённый пункт Кирсантьевского сельсовета.

## География
Посёлок находится в юго-восточной части района, на левом берегу реки Тасеевой, на расстоянии приблизительно 49 километров (по прямой) к юго-юго-востоку (SSE) от посёлка городского типа Мотыгино, административного центра района. Абсолютная высота — 103 метра над уровнем моря.
Климат
Климат характеризуется как резко континентальный, с морозной продолжительной зимой. Средняя температура самого тёплого месяца (июля) составляет 25 — 26 °С (абсолютный максимум — 38 °С). Средняя температура самого холодного месяца (января) — −26 — −28 °С (абсолютный минимум — −53 °С). В течение года атмосферные осадки выпадают неравномерно. В тёплый период года (с апреля по октябрь) выпадает около 70-80 % осадков.
Часовой пояс
Посёлок Кирсантьево находится в часовой зоне МСК+4. Смещение применяемого времени относительно UTC составляет +7:00.

## История
По данным 1926 года в населённом пункте имелось одно хозяйство и проживало 7 человек (4 мужчины и 3 женщины). В национальном составе населения того периода преобладали русские. В административном отношении являлась центром Рыбинского сельсовета Тасеевского района Канского округа Сибирского края.

## Население
| 2010 | 2012 | 2013 | 2014 | 2015 | 2016 | 2017 |
| ---- | ---- | ---- | ---- | ---- | ---- | ---- |
| 370  | ↘346 | ↗351 | ↗355 | ↗358 | ↘350 | ↘347 |

Гендерный состав
По данным Всероссийской переписи населения 2010 года в гендерной структуре населения мужчины составляли 48,4 %, женщины — соответственно 51,6 %.
Национальный состав
Согласно результатам переписи 2002 года, в национальной структуре населения русские составляли 90 % из 596 чел.

## Улицы
Уличная сеть посёлка состоит из семи улиц.